# Кастел Де Рати (Алесандрија)
Кастел Де Рати је насеље у Италији у округу Алесандрија, региону Пијемонт.
Према процени из 2011. у насељу је живело 85 становника. Насеље се налази на надморској висини од 296 м.